# Indianapolis 500 1959
Das 43. Indianapolis 500 1959 (offiziell 43th International 500-Mile Sweepstakes) fand am 30. Mai 1959 auf dem Indianapolis Motor Speedway in Indianapolis statt und war das zweite Rennen der Automobil-Weltmeisterschaft 1959 sowie das vierte Rennen der USAC-Saison 1959.

## Berichte

### Hintergrund

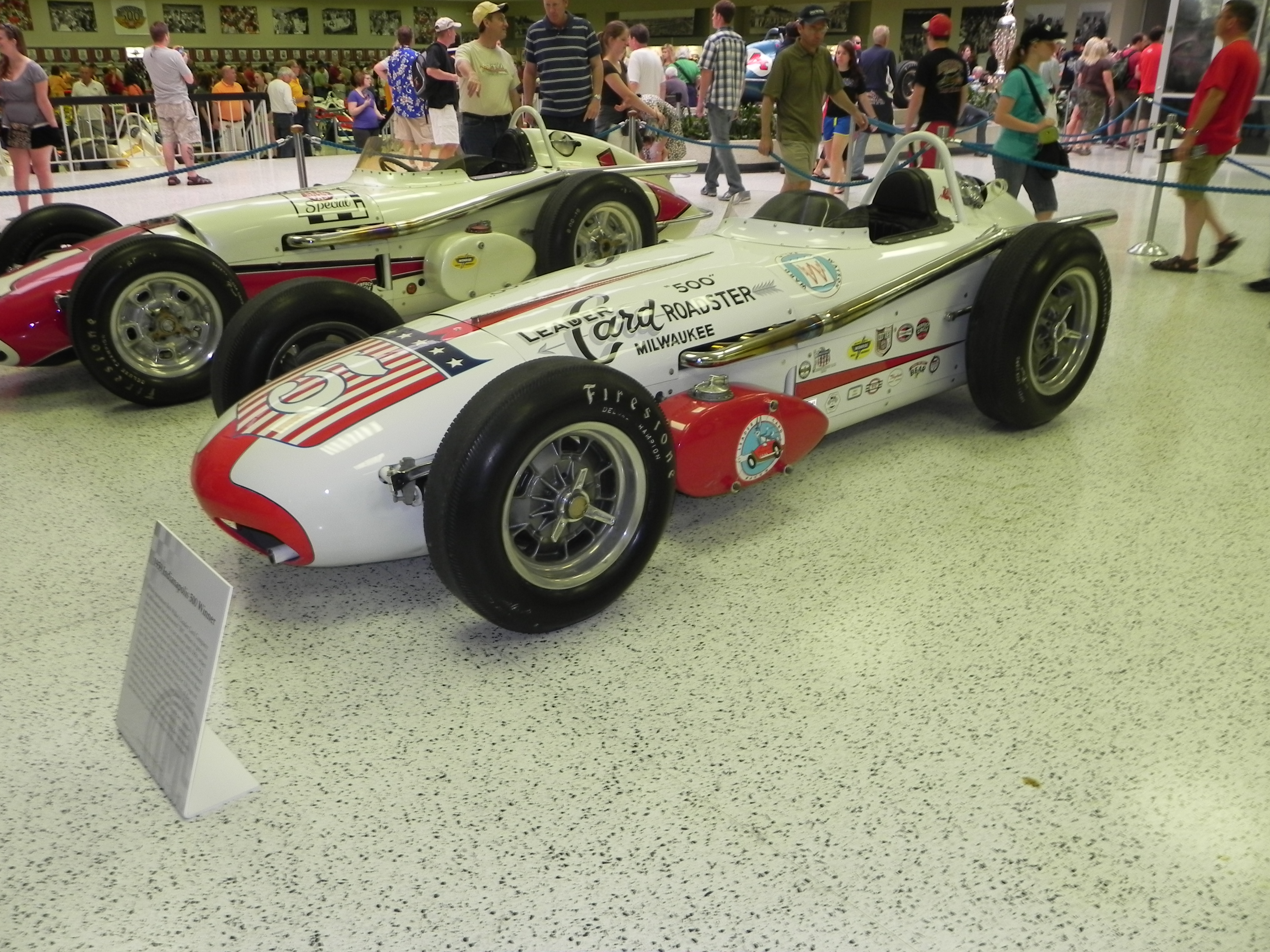
Watson-Offenhauser – Wagen des Siegers Rodger Ward

Das Indianapolis 500 zählte 1959 zum vorletzten Mal zur Automobil-Weltmeisterschaft. Im Laufe der Jahre wurde immer weniger Rücksicht auf das Indianapolis 500 genommen, 1959 fand es lediglich einen Tag vor dem Großen Preis der Niederlande 1959 statt, wodurch europäische Teams keine Chance hatten an beiden Rennen teilzunehmen. Außerdem fand in der Automobil-Weltmeisterschaft 1959 zusätzlich der Große Preis der USA statt, wodurch das Indianapolis 500 1959 von allen europäischen Teams als Streichresultat angesehen wurde.
Waren in den Vorjahren Kurtis Kraft das vorwiegend verwendete Chassis, sank die Anzahl dieser Wagen im Feld auf ungefähr ein Drittel. Viele Teams nutzten ein eigenes Chassis, Kuzma, Watson, Lesovsky und Epperly wurden dabei häufig verwendet. Bei den verwendeten Motoren hatte jeder Wagen, der sich für das Rennen qualifizierte ein Offenhauser-Aggregat, mit Novi-Motoren gelang keinem Fahrer die Qualifikation. Die Sicherheit der Fahrer wurde im Vergleich zum Vorjahr erhöht, indem Rollbügel an den Wagen und feuerfeste Kleidung für die Fahrer vorgeschrieben wurden.
Mit Jimmy Bryan und Pat Flaherty nahmen zwei ehemalige Sieger des Indianapolis 500 am Rennen teil, zusätzlich startete A. J. Foyt, späterer viermaliger Sieger, bei seinem zweiten Indianapolis 500.

### Training
Das Training zum Indianapolis 500 1959 fand an mehreren Wochenenden statt, von denen vier Tage Zeitfahrwettbewerbe um die Startaufstellung waren. Das Training am zweiten Mai wurde von einem schweren Unfall von Jerry Unser überschattet, dessen Wagen sich überschlug und Feuer fing. Aufgrund der Folgen der schweren Verbrennungen starb Unser mehrere Wochen später, er war das erste Todesopfer der Automobil-Weltmeisterschaft 1959.
Am 16. Mai wurde das erste Zeitfahren veranstaltet, das die Pole-Position bestimmte. Johnny Thomson war der schnellste und erzielte somit die einzige Formel-1-Pole-Position seiner Karriere, ebenso wie für den Konstrukteur des Wagens, Lesovsky. Für Startplatz zwei qualifizierte sich Eddie Sachs auf Kuzma vor Jim Rathmann auf Watson. Auf Startplatz vier qualifizierte sich Dick Rathmann vor Bobby Grim und Rodger Ward. Dick Rathmann und Ward fuhren ebenfalls Watson-Fahrzeuge, Grimm hatte die beste Startposition mit einem Kurtis-Kraft-Chassis. Außerdem qualifizierten sich Bob Veith, Eddie Johnson, Gene Hartley, Don Branson, Johnny Boyd und Duane Carter für das Rennen. Insgesamt zwölf Fahrer qualifizierten sich an diesem Tag, elf weitere einen Tag später, beim zweiten Zeitfahren, Jimmy Daywalt war der schnellste von ihnen.
Am 19. Mai fand ein weiteres Training statt, das erneut von einem tödlichen Unfall überschattet wurde. Bob Cortner kam aufgrund einer Windböe von der Strecke ab und verunfallte an der Begrenzungsmauer. Er starb aufgrund schwerer Kopfverletzungen noch an der Unfallstelle.
Am dritten und vierten Zeitfahrtag wurden die Positionen ab Platz 24 ermittelt, Bob Christie fuhr die schnellste Zeit.

### Rennen
Thomson gewann das Startduell gegen Sachs und Jim Rathmann und behielt in den ersten vier Rennrunden die Führung, währenddessen Bryan, früherer Indianapolis-500-Sieger, bereits in der ersten Rennrunde mit Kupplungsschaden ausfiel. Ward kämpfte sich mehrere Positionen nach vorn, bis er in Runde fünf die Führung übernahm und diese bis zur zwölften Rennrunde hielt. Auch Jim Rathmann profitierte von der Überlegenheit des Watson-Wagens und duellierte sich in den nächsten Runden mit Ward an der Spitze. Dabei wechselte mehrfach die Führung zwischen den beiden Fahrern, Jim Rathmann führte in Runde 13, anschließend Ward für drei Runden, dann lag Jim Rathmann wieder für längere Zeit auf Platz eins.
In Runde 31 stoß Flaherty auf die Spitzengruppe zu und lieferte sich ein Duell mit Jim Rathmann. Er übernahm erstmals im Rennen die Führung, gab diese aber bereits eine Runde später wieder ab um zwei weitere Umläufe später erneut vorn zu sein. Diese Führung hielt er bis zur Runde 41, als ihn Jim Rathmann wieder überholte, zwei Runden später konterte Flaherty erneut. Auch Ward mischte sich in das Duell ein und übernahm in Runde 46 die Führung, gab diese jedoch drei Umläufe später an Thomson ab, der im Anschluss 36 Runden auf Platz eins blieb.
Währenddessen gab es im hinteren Feld eine Reihe von Unfällen. Erst schied Len Sutton aufgrund eines Unfalls in Runde 34 aus, später kollidierten Chuck Weyant, Red Amick, Jud Larson und Mike Magill miteinander, alle Fahrer blieben unverletzt. Zur Hälfte des Rennens begann danach eine Ausfallserie durch unterschiedlichste technische Defekte. Jack Turner schied in Runde 47 mit defekten Kraftstofftank aus. Grimm, der durch seinen fünften Startplatz Rookie of the Year wurde, Christie, Branson, Don Freeland, Bill Cheesbourg und Rathmann schieden nacheinander aus, Ray Crawford verunfallte. Als Grimm die Box ansteuerte hob er seinen Arm, um nachfolgenden Fahrern zu signalisieren, dass er einen technischen Defekt hatte. Dabei fuhr er jedoch zu schnell, wodurch eine Verletzung des Armes resultierte. Seine Boxencrew erkannte, dass er verletzt war und dachte der Wagen wäre noch in Ordnung. Man führte mit Turner einen Fahrerwechsel durch, doch der Wagen sprang nicht mehr an.
Der Dreikampf an der Spitze, der das Indianapolis 500 1959 zu einem der spannendsten der Geschichte machte, fand in der zweiten Rennhälfte seine Entscheidung. Ward hatte in Runde 85 die Führung übernommen und gab diese bis zur Zieldurchfahrt nicht mehr ab. Flaherty schied aus dem Duell um den Sieg in Runde 162 aus, als er einen Unfall hatte. Daraufhin kam nur noch Jim Rathmann an Ward heran, hatte im Ziel aber 23 Sekunden Rückstand auf ihn. Ward gewann somit sein einziges Formel-1-Rennen und das erste von zwei Indianapolis 500. Für ihn war es der Auftakt von sechs erfolgreichen Jahren, in denen er im Indianapolis 500 nie außerhalb der Top Vier im Ziel ankam. Für Watson war der Doppelsieg ebenfalls der Beginn einer jahrelangen Periode, in dem die Wagen dominierten. Thomson komplettierte das Podium, Tony Bettenhausen und Paul Goldsmith erzielten mit Platz vier und fünf Punkte für die Automobilweltmeisterschaft. In der Fahrerwertung führte Jack Brabham nach dem zweiten Saisonrennen vor Ward, Tony Brooks und Rathmann.

## Meldeliste
In der Meldeliste sind nur die Fahrzeuge aufgeführt, die die Qualifikation geschafft haben.
| Team                         | Nr. | Fahrer            | Chassis           | Motor              | Reifen |
| ---------------------------- | --- | ----------------- | ----------------- | ------------------ | ------ |
| John R. Wills                | 01  | Tony Bettenhausen | Epperly           | Offenhauser 4.5 L4 | F      |
| Racing Associates            | 03  | Johnny Thomson    | Lesovsky          | Offenhauser 4.5 L4 | F      |
| Leader Cards Inc.            | 05  | Rodger Ward       | Watson            | Offenhauser 4.5 L4 | F      |
| George Salih                 | 06  | Jimmy Bryan       | Epperly           | Offenhauser 4.5 L4 | F      |
| Bignotti-Bowes Racing        | 07  | Jud Larson        | Kurtis Kraft      | Offenhauser 4.5 L4 | F      |
| Bignotti-Bowes Racing        | 33  | Johnny Boyd       | Epperly           | Offenhauser 4.5 L4 | F      |
| Wolcott Memorial Racing Team | 08  | Len Sutton        | Lesovsky          | Offenhauser 4.5 L4 | F      |
| Bob Estes                    | 09  | Don Branson       | Phillips          | Offenhauser 4.5 L4 | F      |
| AE Dean                      | 10  | A. J. Foyt        | Kuzma             | Offenhauser 4.5 L4 | F      |
| Jim Robbins                  | 15  | Don Freeland      | Kurtis Kraft 500G | Offenhauser 4.5 L4 | F      |
| Lindsey Hopkins              | 16  | Jim Rathmann      | Watson            | Offenhauser 4.5 L4 | F      |
| JS Donaldson                 | 19  | Eddie Johnson     | Kurtis Kraft 500G | Offenhauser 4.5 L4 | F      |
| Ernest L. Ruiz               | 24  | Jack Turner       | Christensen       | Offenhauser 4.5 L4 | F      |
| Yunick, Glover & Lathrop     | 37  | Duane Carter      | Kurtis Kraft      | Offenhauser 4.5 L4 | F      |
| Peter Schmidt                | 44  | Eddie Sachs       | Kuzma             | Offenhauser 4.5 L4 | F      |
| Fred Gerhardt                | 45  | Paul Russo        | Kurtis Kraft 500G | Offenhauser 4.5 L4 | F      |
| Roy McKay                    | 47  | Chuck Weyant      | Kurtis Kraft 500G | Offenhauser 4.5 L4 | F      |
| Chapman S. Root              | 48  | Bobby Grim        | Kurtis Kraft 500G | Offenhauser 4.5 L4 | F      |
| Ray Crawford                 | 49  | Ray Crawford      | Elder             | Offenhauser 4.5 L4 | F      |
| Lysle Greenman               | 53  | Bill Cheesbourg   | Kuzma             | Offenhauser 4.5 L4 | F      |
| HH Johnson                   | 57  | Al Keller         | Kuzma             | Offenhauser 4.5 L4 | F      |
| Ray T.Brady                  | 58  | Jim McWithey      | Kurtis Kraft 500C | Offenhauser 4.5 L4 | F      |
| John Zink                    | 64  | Pat Flaherty      | Watson            | Offenhauser 4.5 L4 | F      |
| John Zink                    | 74  | Bob Veith         | Moore             | Offenhauser 4.5 L4 | F      |
| Federal Auto Associates      | 65  | Bob Christie      | Kurtis Kraft 500C | Offenhauser 4.5 L4 | F      |
| Federal Auto Associates      | 66  | Jimmy Daywalt     | Kurtis Kraft      | Offenhauser 4.5 L4 | F      |
| Karl Hall                    | 71  | Chuck Arnold      | Kurtis Kraft      | Offenhauser 4.5 L4 | F      |
| Kalamazoo Sports Inc.        | 73  | Dick Rathmann     | Watson            | Offenhauser 4.5 L4 | F      |
| George Walther Jr.           | 77  | Mike Magill       | Sutton            | Offenhauser 4.5 L4 | F      |
| LeRoy E. Foutch Jr.          | 87  | Red Amick         | Kurtis Kraft 500C | Offenhauser 4.5 L4 | F      |
| RT Marley Sr.                | 88  | Gene Hartley      | Kuzma             | Offenhauser 4.5 L4 | F      |
| Harry Dunn                   | 89  | Al Herman         | Dunn              | Offenhauser 4.5 L4 | F      |
| Norman C. Demler             | 99  | Paul Goldsmith    | Epperly           | Offenhauser 4.5 L4 | F      |

## Klassifikationen

### Startaufstellung
| Pos. | Fahrer            | Konstrukteur             | Zeit     | Ø-Geschwindigkeit | Start |
| ---- | ----------------- | ------------------------ | -------- | ----------------- | ----- |
| 01   | Johnny Thomson    | Lesovsky-Offenhauser     | 1:01,680 | 234,92 km/h       | 01    |
| 02   | Eddie Sachs       | Kuzma-Offenhauser        | 1:01,890 | 234,13 km/h       | 02    |
| 03   | Jim Rathmann      | Watson-Offenhauser       | 1:02,310 | 232,55 km/h       | 03    |
| 04   | Dick Rathmann     | Watson-Offenhauser       | 1:02,390 | 232,25 km/h       | 04    |
| 05   | Bobby Grim        | Kurtis Kraft-Offenhauser | 1:02,400 | 232,21 km/h       | 05    |
| 06   | Rodger Ward       | Watson-Offenhauser       | 1:02,490 | 231,88 km/h       | 06    |
| 07   | Bob Veith         | Moore-Offenhauser        | 1:02,490 | 231,88 km/h       | 07    |
| 08   | Eddie Johnson     | Kurtis Kraft-Offenhauser | 1:02,500 | 231,84 km/h       | 08    |
| 09   | Gene Hartley      | Kuzma-Offenhauser        | 1:02,690 | 231,14 km/h       | 09    |
| 10   | Don Branson       | Phillips-Offenhauser     | 1:02,800 | 230,73 km/h       | 10    |
| 11   | Johnny Boyd       | Epperly-Offenhauser      | 1:03,020 | 229,93 km/h       | 11    |
| 12   | Duane Carter      | Kurtis Kraft-Offenhauser | 1:03,030 | 229,89 km/h       | 12    |
| 13   | Jimmy Daywalt     | Kurtis Kraft-Offenhauser | 1:02,210 | 232,92 km/h       | 13    |
| 14   | Jack Turner       | Christensen-Offenhauser  | 1:02,73  | 230,99 km/h       | 14    |
| 15   | Tony Bettenhausen | Epperly-Offenhauser      | 1:03,060 | 229,78 km/h       | 15    |
| 16   | Paul Goldsmith    | Epperly-Offenhauser      | 1:03,080 | 229,71 km/h       | 16    |
| 17   | A. J. Foyt        | Kuzma-Offenhauser        | 1:03,090 | 229,67 km/h       | 17    |
| 18   | Pat Flaherty      | Watson-Offenhauser       | 1:03,200 | 229,27 km/h       | 18    |
| 19   | Jud Larson        | Kurtis Kraft-Offenhauser | 1:03,250 | 229,09 km/h       | 19    |
| 20   | Jimmy Bryan       | Epperly-Offenhauser      | 1:03,330 | 228,80 km/h       | 20    |
| 21   | Chuck Arnold      | Kurtis Kraft-Offenhauser | 1:03,330 | 228,80 km/h       | 21    |
| 22   | Len Sutton        | Lesovsky-Offenhauser     | 1:03,330 | 228,80 km/h       | 22    |
| 23   | Al Herman         | Dunn-Offenhauser         | 1:03,410 | 228,51 km/h       | 23    |
| 24   | Bob Christie      | Kurtis Kraft-Offenhauser | 1:03,830 | 227,01 km/h       | 24    |
| 25   | Don Freeland      | Kurtis Kraft-Offenhauser | 1:02,910 | 230,33 km/h       | 25    |
| 26   | Red Amick         | Kurtis Kraft-Offenhauser | 1:02,970 | 230,11 km/h       | 26    |
| 27   | Paul Russo        | Kurtis Kraft-Offenhauser | 1:03,210 | 229,24 km/h       | 27    |
| 28   | Al Keller         | Kuzma-Offenhauser        | 1:03,360 | 228,69 km/h       | 28    |
| 29   | Chuck Weyant      | Kurtis Kraft-Offenhauser | 1:03,400 | 228,55 km/h       | 29    |
| 30   | Bill Cheesbourg   | Kuzma-Offenhauser        | 1:03,480 | 228,26 km/h       | 30    |
| 31   | Mike Magill       | Sutton-Offenhauser       | 1:03,610 | 227,79 km/h       | 31    |
| 32   | Ray Crawford      | Elder-Offenhauser        | 1:03,670 | 227,58 km/h       | 32    |
| 33   | Jim McWithey      | Kurtis Kraft-Offenhauser | 1:03,730 | 227,37 km/h       | 33    |

### Rennen
| Pos. | Fahrer            | Konstrukteur             | Runden | Stopps | Zeit        | Start | Schnellste Runde |
| ---- | ----------------- | ------------------------ | ------ | ------ | ----------- | ----- | ---------------- |
| 01   | Rodger Ward       | Watson-Offenhauser       | 200    |        | 3:40:49,200 | 06    |                  |
| 02   | Jim Rathmann      | Watson-Offenhauser       | 200    |        | + 23,280    | 03    |                  |
| 03   | Johnny Thomson    | Lesovsky-Offenhauser     | 200    |        | + 50,640    | 01    | 1:01,890         |
| 04   | Tony Bettenhausen | Epperly-Offenhauser      | 200    |        | + 1:47,090  | 15    |                  |
| 05   | Paul Goldsmith    | Epperly-Offenhauser      | 200    |        | + 2:06,440  | 16    |                  |
| 06   | Johnny Boyd       | Epperly-Offenhauser      | 200    |        | + 3:16,980  | 11    |                  |
| 07   | Duane Carter      | Kurtis Kraft-Offenhauser | 200    |        | + 4:10,530  | 12    |                  |
| 08   | Eddie Johnson     | Kurtis Kraft-Offenhauser | 200    |        | + 4:10,530  | 08    |                  |
| 09   | Paul Russo        | Kurtis Kraft-Offenhauser | 200    |        | + 4:11,040  | 27    |                  |
| 10   | A. J. Foyt        | Kuzma-Offenhauser        | 200    |        | + 4:14,480  | 17    |                  |
| 11   | Gene Hartley      | Kuzma-Offenhauser        | 200    |        | + 5:42,480  | 09    |                  |
| 12   | Bob Veith         | Moore-Offenhauser        | 200    |        | + 6:09,730  | 07    |                  |
| 13   | Al Herman         | Dunn-Offenhauser         | 200    |        | + 6:40,400  | 23    |                  |
| 14   | Jimmy Daywalt     | Kurtis Kraft-Offenhauser | 200    |        | + 6:41,540  | 13    |                  |
| 15   | Chuck Arnold      | Kurtis Kraft-Offenhauser | 200    |        | + 8:19,860  | 21    |                  |
| 16   | Jim McWithey      | Kurtis Kraft-Offenhauser | 200    |        | + 11:41,690 | 33    |                  |
| –    | Eddie Sachs       | Kuzma-Offenhauser        | 182    |        | DNF         | 02    |                  |
| –    | Al Keller         | Kuzma-Offenhauser        | 163    |        | DNF         | 28    |                  |
| –    | Pat Flaherty      | Watson-Offenhauser       | 162    |        | DNF         | 18    |                  |
| –    | Dick Rathmann     | Watson-Offenhauser       | 150    |        | DNF         | 04    |                  |
| –    | Bill Cheesbourg   | Kuzma-Offenhauser        | 147    |        | DNF         | 30    |                  |
| –    | Don Freeland      | Kurtis Kraft-Offenhauser | 136    |        | DNF         | 25    |                  |
| –    | Ray Crawford      | Elder-Offenhauser        | 115    |        | DNF         | 32    |                  |
| –    | Don Branson       | Phillips-Offenhauser     | 112    |        | DNF         | 10    |                  |
| –    | Bob Christie      | Kurtis Kraft-Offenhauser | 109    |        | DNF         | 24    |                  |
| –    | Bobby Grim        | Kurtis Kraft-Offenhauser | 85     |        | DNF         | 05    |                  |
| –    | Jack Turner       | Christensen-Offenhauser  | 47     |        | DNF         | 14    |                  |
| –    | Mike Magill       | Sutton-Offenhauser       | 45     |        | DNF         | 31    |                  |
| –    | Jud Larson        | Kurtis Kraft-Offenhauser | 45     |        | DNF         | 19    |                  |
| –    | Red Amick         | Kurtis Kraft-Offenhauser | 45     |        | DNF         | 26    |                  |
| –    | Chuck Weyant      | Kurtis Kraft-Offenhauser | 45     |        | DNF         | 29    |                  |
| –    | Len Sutton        | Lesovsky-Offenhauser     | 34     |        | DNF         | 22    |                  |
| –    | Jimmy Bryan       | Epperly-Offenhauser      | 1      |        | DNF         | 20    |                  |

## WM-Stände nach dem Rennen
Die ersten fünf des Rennens bekamen 8, 6, 4, 3, 2 Punkte. Der Fahrer mit der schnellsten Rennrunde erhielt zusätzlich 1 Punkt. Es zählten nur die fünf besten Ergebnisse aus acht Rennen. Streichresultate sind in Klammern gesetzt.

### Fahrerwertung
| Pos. | Fahrer              | Konstrukteur         | Punkte |
| ---- | ------------------- | -------------------- | ------ |
| 01   | Jack Brabham        | Cooper-Climax        | 9      |
| 02   | Rodger Ward         | Watson-Offenhauser   | 8      |
| 03   | Tony Brooks         | Ferrari              | 6      |
| 04   | Jim Rathmann        | Watson-Offenhauser   | 6      |
| 05   | Johnny Thomson      | Lesovsky-Offenhauser | 5      |
| 06   | Maurice Trintignant | Cooper-Climax        | 4      |
| 07   | Phil Hill           | Ferrari              | 3      |
| 08   | Tony Bettenhausen   | Eppery-Offenhauser   | 3      |
| 09   | Bruce McLaren       | Cooper-Climax        | 2      |
| 10   | Paul Goldsmith      | Eppery-Offenhauser   | 2      |
| 11   | Roy Salvadori       | Cooper-Maserati      | 0      |

| Pos. | Fahrer                         | Konstrukteur  | Punkte |
| ---- | ------------------------------ | ------------- | ------ |
| –    | Stirling Moss                  | Cooper-Climax | 0      |
| –    | Ron Flockhart                  | B.R.M.        | 0      |
| –    | Harry Schell                   | B.R.M.        | 0      |
| –    | Jo Bonnier                     | B.R.M.        | 0      |
| –    | Jean Behra                     | Ferrari       | 0      |
| –    | Graham Hill                    | Lotus-Climax  | 0      |
| –    | Masten Gregory                 | Cooper-Climax | 0      |
| –    | Cliff Allison                  | Ferrari       | 0      |
| –    | Bruce Halford                  | Lotus-Climax  | 0      |
| –    | Wolfgang Graf Berghe von Trips | Porsche       | 0      |

### Konstrukteurswertung
- Es zählten nur die fünf besten Ergebnisse aus acht Rennen. Streichresultate sind in Klammern gesetzt.
- Es zählte nur das Ergebnis des bestplatzierten Fahrzeugs eines Konstrukteurs.
- Beim Indianapolis 500 wurden keine Konstrukteurspunkte vergeben.

| Pos. | Konstrukteur  | Punkte |
| ---- | ------------- | ------ |
| 01   | Cooper-Climax | 8      |
| 02   | Ferrari       | 6      |
| –    | B.R.M.        | 0      |
| –    | Porsche       | 0      |